# 1910 aux échecs
| Années des échecs : 1907 - 1908 - 1909 - 1910 - 1911 - 1912 - 1913    |
| Décennies des échecs : 1880 - 1890 - 1900 - 1910 - 1920 - 1930 - 1940 |

Cet article présente les faits marquants de l'année 1910 aux échecs.

## Événements majeurs
- Le Championnat du monde d'échecs 1910 (Lasker-Schlechter) a vu s'affronter l'Allemand Emanuel Lasker, tenant du titre, et l'Autrichien Carl Schlechter à Vienne du 7 au 24 janvier (cinq premières rondes) et à Berlin, du 29 janvier au 10 février 1910 (rondes six à dix). Le match a fini par une égalité qui a permis à Lasker de conserver son titre.
- Le Championnat du monde d'échecs 1910 (Lasker-Janowski) a vu s'affronter Emanuel Lasker et David Janowski. Il a été joué du 8 novembre au 9 décembre à Berlin. Lasker a conservé son titre à l'issue du match.

## Championnats nationaux
- Canada : John Morrison remporte le championnat[1].
- Écosse : George W Richmond remporte le championnat[2].
- Royaume-Uni de Grande-Bretagne et d'Irlande : Henry Atkins remporte le championnat[3].
- Suisse : Oskar Naegeli remporte le championnat [4].

## Naissances
- Miguel Najdorf

## Nécrologie
- En 1910 : Andria Dadiani (en)
- 25 juillet : Giovanni Martinolich
- 25 octobre : Adolf Schwarz
- 28 novembre : Jakub Heilpern (en)
- 9 décembre : Philipp Meitner (en)